# Hässlehult
Hässlehult är en by i Södra Unnaryds distrikt (Södra Unnaryds socken) i västra Småland som sedan 1974 tillhör Hylte kommun och Hallands län. Byn ligger nio kilometer norr om tätorten Unnaryd, vid vägskälet där länsväg N 886 utgår från länsväg N 876.